# Adrián Miramón
Adrián Miramón Quiroga (Málaga, España, 13 de mayo de 1991) es un deportista español que compite en remo. 

## Reseña biográfica
Pasó los primeros años de su infancia en Benalmádena (Málaga), hasta que volvió a la capital malagueña y se estableció de nuevo allí, concretamente en el barrio de La Malagueta. Comenzó su andadura en el deporte haciendo natación hasta los 12 años, aunque ya a los 11 había empezado con el remo en el Real Club Mediterráneo de Málaga. Con 18 años probó en el atletismo, en la disciplina del conjunto Cuevas de Nerja, y ya con 21 años pasó a centrarse en la práctica de remo de mar.
Después de algunos años participando en regatas de jábegas, pasó a competir durante una década en la liga ACT de traineras. En la actualidad pertenece al club deportivo vasco Raspas del Embarcadero.
En octubre de 2023, el Comité Olímpico Internacional confirmó que una de las disciplinas en la que compite Adrián, el 'beach sprint', estará en el programa de los Juegos Olímpicos de Los Ángeles 2028. A la tradicional prueba de remo olímpico le acompañará por primera vez esta nueva modalidad, la más explosiva dentro del remo de mar, caracterizada por su explosividad, ya que se reman 500 metros con salida y llegada en la playa.
A resultas de esta decisión, Adrián ha decidido reajustar su programa de entrenamientos y dejar las traineras, en las que competía cada año entre noviembre y septiembre en Euskadi, para acelerar la transición definitiva desde la modalidad larga al 'beach sprint', junto a su preparador Carlos Aparicio.

## Palmarés
| Medalla | Modalidad             | Año  | Lugar            | Campeonato |
| ------- | --------------------- | ---- | ---------------- | ---------- |
| ORO     | Coastal Rowing CM1X   | 2015 | Lima             | MUNDIAL    |
| ORO     | Coastal Rowing CM1X   | 2016 | Mónaco           | MUNDIAL    |
| BRONCE  | Coastal Rowing CM1X   | 2017 | Thonon Les Bains | MUNDIAL    |
| ORO     | Beach Sprint CM1X     | 2019 | Shenzhen         | MUNDIAL    |
| PLATA   | Beach Sprint CMIX4X   | 2019 | Shenzhen         | MUNDIAL    |
| ORO     | Coastal Rowing CM1X   | 2019 | Hong Kong        | MUNDIAL    |
| BRONCE  | Coastal Rowing CMIX2X | 2019 | Hong Kong        | MUNDIAL    |
| BRONCE  | Coastal Rowing CM1X   | 2021 | Lisboa           | MUNDIAL    |
| BRONCE  | Coastal Rowing CMIX2X | 2021 | Lisboa           | MUNDIAL    |
| ORO     | Coastal Rowing CM1X   | 2022 | Saundersfoot     | MUNDIAL    |
| ORO     | Coastal Rowing CM1X   | 2022 | San Sebastián    | EUROPEO    |
| ORO     | Beach Sprint CM1X     | 2023 | Barletta         | MUNDIAL    |
| ORO     | Coastal Rowing CM1X   | 2023 | Barletta         | MUNDIAL    |
| ORO     | Coastal Rowing CM1X   | 2023 | Le Seyne Sur Mer | EUROPEO    |
| ORO     | Coastal Rowing CMIX2X | 2023 | Le Seyne Sur Mer | EUROPEO    |
| PLATA   | Beach Sprint CMIX2X   | 2023 | Le Seyne Sur Mer | EUROPEO    |
| ORO     | Beach Sprint CM1X     | 2024 | Gdansk           | EUROPEO    |
| PLATA   | Beach Sprint CM1X     | 2024 | Génova           | MUNDIAL    |

En total se ha proclamado veintiuna veces campeón de España, cinco veces campeón de Europa y siete veces campeón del mundo en remo de mar.
El 13 de diciembre de 2023 recibe el Premio Málaga de los Deportes 2023 al mejor deportista del año, entregado por la Asociación de Periodistas Deportivos de Málaga.
El 13 de enero de 2024, en la previa del encuentro de baloncesto de Liga ACB entre Club Baloncesto Málaga y Gran Canaria, recibe el homenaje del pabellón Martín Carpena en un reconocimiento a los deportistas de la provincia que brillan. Se le hace entrega de una camiseta de los embajadores del club, Berni Rodríguez y Carlos Cabezas.
En febrero de 2024 se le concede la 'Bandera de Andalucía del Deporte' que otorga la Junta de Andalucía. En marzo de 2024, durante la gala de los Premios del Remo Español 2023, fue distinguido con el premio ‘Remo de Mar 2023’ por la inmaculada temporada llevada a cabo durante dicho año, y además fue condecorado con el 'Laurel Olímpico' que otorga el Comité Olímpico Español, como reconocimiento a su “brillante carrera deportiva en remo”, según explicó el presidente del Comité, Alejandro Blanco.
El 17 de diciembre de 2024 es galardonado con el premio Andalucía de los Deportes 2023, junto a la marchadora granadina María Pérez, como mejor deportista en categoría masculina. 